# European Rugby Champions Cup 2016/17
Der European Rugby Champions Cup 2016/17 war die dritte Ausgabe des European Rugby Champions Cup, des wichtigsten europäischen Pokalwettbewerbs im Rugby Union. Es waren 20 Teams aus sechs Ländern beteiligt. Der Wettbewerb begann am 14. Oktober 2016, das Finale fand am 13. Mai 2017 im Murrayfield Stadium in Edinburgh statt. Den Titel gewannen die Saracens aus England.

## Teilnehmer
Teilnahmeberechtigt waren folgende Teams:
- die sechs Bestplatzierten der English Premiership in England
- die sechs Bestplatzierten der Top 14 in Frankreich
- von der Pro12 jeweils das bestplatzierte Team aus Italien, Irland, Schottland und Wales
- zusätzlich von der Pro12 die drei besten, noch nicht berücksichtigten Teams gemäß Tabellenplatz
- der Gewinner der European Rugby Challenge Cup 2015/16

## Modus
Es gab fünf Gruppen mit je vier Teams. Jedes Team spielte je ein Heim- und ein Auswärtsspiel gegen die drei Gruppengegner. In der Gruppenphase erhielten die Teams:
- vier Punkte für einen Sieg
- zwei Punkte für ein Unentschieden
- einen Bonuspunkt bei vier oder mehr Versuchen
- einen Bonuspunkt bei einer Niederlage mit sieben oder weniger Punkten Differenz

Für das Viertelfinale qualifizierten sich die fünf Gruppensieger (nach Anzahl gewonnener Punkte auf den Plätzen 1–5 klassiert) und die drei besten Gruppenzweiten (auf den Plätzen 6–8 klassiert). Teams auf den Plätzen 1–4 hatten im Viertelfinale Heimrecht. Es spielten der Erste gegen den Achten, der Zweite gegen den Siebten, der Dritte gegen den Sechsten und der Vierte gegen den Fünften.

## Auslosung
Die Teilnehmer wurden am 29. Juni 2016 im Stade de la Maladière in Neuchâtel den Vorrundengruppen zugelost. Die Setzreihenfolge basierte auf der Leistung in den jeweiligen Meisterschaften.
| Topf 1 | Saracens         | Connacht Rugby | Racing 92          | Exeter Chiefs         | Leinster Rugby            |
| Topf 2 | RC Toulon        | Wasps RFC      | Glasgow Warriors   | ASM Clermont Auvergne | Montpellier Hérault Rugby |
| Topf 3 | Leicester Tigers | Ulster Rugby   | Northampton Saints | Scarlets              | Stade Toulousain          |
| Topf 4 | Sale Sharks      | Munster Rugby  | Castres Olympique  | Zebre                 | Union Bordeaux Bègles     |

## Gruppenphase

### Gruppe 1
|    | Team             | Spiele | Siege | Unent. | Ndlg. | Spiel- punkte | Diff. | Bonus- punkte | Tabellen- punkte |
| -- | ---------------- | ------ | ----- | ------ | ----- | ------------- | ----- | ------------- | ---------------- |
| 1. | Munster Rugby    | 6      | 5     | 0      | 1     | 160:64        | + 96  | 4             | 24               |
| 2. | Glasgow Warriors | 6      | 4     | 0      | 2     | 160:86        | + 74  | 3             | 19               |
| 3. | Leicester Tigers | 6      | 2     | 0      | 4     | 61:190        | − 129 | 0             | 8                |
| 4. | Racing 92        | 6      | 1     | 0      | 5     | 89:130        | − 41  | 1             | 5                |

| 14. Oktober 2016 19:45 WESZ | Glasgow Warriors | 42 : 13 | Leicester Tigers | Scotstoun Stadium, Glasgow Zuschauer: 7.351 Schiedsrichter: Mathieu Raynal (Frankreich) |
| 14. Oktober 2016 19:45 WESZ | (22:13) Bericht  |         |                  | Scotstoun Stadium, Glasgow Zuschauer: 7.351 Schiedsrichter: Mathieu Raynal (Frankreich) |

| 22. Oktober 2016 13:00 WESZ | Munster Rugby  | 38 : 17 | Glasgow Warriors | Thomond Park, Limerick Zuschauer: 25.600 Schiedsrichter: Wayne Barnes (England) |
| 22. Oktober 2016 13:00 WESZ | (24:3) Bericht |         |                  | Thomond Park, Limerick Zuschauer: 25.600 Schiedsrichter: Wayne Barnes (England) |

| 23. Oktober 2016 17:30 WESZ | Leicester Tigers | 27 : 17 | Racing 92 | Welford Road Stadium, Leicester Zuschauer: 19.048 Schiedsrichter: Jérôme Garcès (Frankreich) |
| 23. Oktober 2016 17:30 WESZ | (11:3) Bericht   |         |           | Welford Road Stadium, Leicester Zuschauer: 19.048 Schiedsrichter: Jérôme Garcès (Frankreich) |

| 10. Dezember 2016 15:15 WEZ | Munster Rugby  | 38 : 0 | Leicester Tigers | Thomond Park, Limerick Zuschauer: 26.500 Schiedsrichter: Romain Poite (Frankreich) |
| 10. Dezember 2016 15:15 WEZ | (19:0) Bericht |        |                  | Thomond Park, Limerick Zuschauer: 26.500 Schiedsrichter: Romain Poite (Frankreich) |

| 10. Dezember 2016 16:15 MEZ | Racing 92      | 14 : 23 | Glasgow Warriors | Stade Olympique Yves-du-Manoir, Colombes Zuschauer: 8.872 Schiedsrichter: JP Doyle (England) |
| 10. Dezember 2016 16:15 MEZ | (7:13) Bericht |         |                  | Stade Olympique Yves-du-Manoir, Colombes Zuschauer: 8.872 Schiedsrichter: JP Doyle (England) |

| 16. Dezember 2016 19:45 WEZ | Glasgow Warriors | 23 : 7 | Racing 92 | Scotstoun Stadium, Glasgow Zuschauer: 7.351 Schiedsrichter: George Clancy (Irland) |
| 16. Dezember 2016 19:45 WEZ | (18:0) Bericht   |        |           | Scotstoun Stadium, Glasgow Zuschauer: 7.351 Schiedsrichter: George Clancy (Irland) |

| 17. Dezember 2016 15:15 WEZ | Leicester Tigers | 18 : 16 | Munster Rugby | Welford Road Stadium, Leicester Zuschauer: 24.213 Schiedsrichter: Pascal Gaüzère (Frankreich) |
| 17. Dezember 2016 15:15 WEZ | (6:6) Bericht    |         |               | Welford Road Stadium, Leicester Zuschauer: 24.213 Schiedsrichter: Pascal Gaüzère (Frankreich) |

| 7. Januar 2017 1 16:45 MEZ | Racing 92      | 7 : 32 | Munster Rugby | Stade Olympique Yves-du-Manoir, Colombes Zuschauer: 9.233 Schiedsrichter: Matthew Carley (Irland) |
| 7. Januar 2017 1 16:45 MEZ | (0:25) Bericht |        |               | Stade Olympique Yves-du-Manoir, Colombes Zuschauer: 9.233 Schiedsrichter: Matthew Carley (Irland) |

| 14. Januar 2017 17:30 WEZ | Glasgow Warriors | 12 : 14 | Munster Rugby | Scotstoun Stadium, Glasgow Zuschauer: 7.351 Schiedsrichter: Luke Pearce (England) |
| 14. Januar 2017 17:30 WEZ | (6:6) Bericht    |         |               | Scotstoun Stadium, Glasgow Zuschauer: 7.351 Schiedsrichter: Luke Pearce (England) |

| 14. Januar 2017 20:45 MEZ | Racing 92      | 34 : 3 | Leicester Tigers | Stade Olympique Yves-du-Manoir, Colombes Zuschauer: 5.449 Schiedsrichter: Ben Whitehouse (Wales) |
| 14. Januar 2017 20:45 MEZ | (22:3) Bericht |        |                  | Stade Olympique Yves-du-Manoir, Colombes Zuschauer: 5.449 Schiedsrichter: Ben Whitehouse (Wales) |

| 21. Januar 2017 17:30 WEZ | Leicester Tigers | 0 : 43 | Glasgow Warriors | Welford Road Stadium, Leicester Zuschauer: 19.345 Schiedsrichter: Mathieu Raynal (Frankreich) |
| 21. Januar 2017 17:30 WEZ | (0:31) Bericht   |        |                  | Welford Road Stadium, Leicester Zuschauer: 19.345 Schiedsrichter: Mathieu Raynal (Frankreich) |

| 21. Januar 2017 17:30 WEZ | Munster Rugby | 22 : 10 | Racing 92 | Thomond Park, Limerick Zuschauer: 26.200 Schiedsrichter: Marius Mitrea (Italien) |
| 21. Januar 2017 17:30 WEZ | (7:3) Bericht |         |           | Thomond Park, Limerick Zuschauer: 26.200 Schiedsrichter: Marius Mitrea (Italien) |

### Gruppe 2
|    | Team             | Spiele | Siege | Unent. | Ndlg. | Spiel- punkte | Diff. | Bonus- punkte | Tabellen- punkte |
| -- | ---------------- | ------ | ----- | ------ | ----- | ------------- | ----- | ------------- | ---------------- |
| 1. | Wasps RFC        | 6      | 4     | 1      | 1     | 210:112       | + 98  | 4             | 22               |
| 2. | Stade Toulousain | 6      | 3     | 1      | 2     | 164:91        | + 73  | 4             | 18               |
| 3. | Connacht Rugby   | 6      | 4     | 0      | 2     | 188:118       | + 70  | 4             | 18               |
| 4. | Zebre            | 6      | 0     | 0      | 6     | 90:331        | − 241 | 0             | 0                |

| 15. Oktober 2016 13:00 WESZ | Wasps RFC       | 82 : 14 | Zebre | Ricoh, Coventry Zuschauer: 10.701 Schiedsrichter: Andrew Brace (Irland) |
| 15. Oktober 2016 13:00 WESZ | (42:14) Bericht |         |       | Ricoh, Coventry Zuschauer: 10.701 Schiedsrichter: Andrew Brace (Irland) |

| 15. Oktober 2016 17:30 WESZ | Connacht Rugby  | 23 : 21 | Stade Toulousain | Galway Sportsgrounds, Galway Zuschauer: 8.091 Schiedsrichter: Luke Pearce (England) |
| 15. Oktober 2016 17:30 WESZ | (11:21) Bericht |         |                  | Galway Sportsgrounds, Galway Zuschauer: 8.091 Schiedsrichter: Luke Pearce (England) |

| 23. Oktober 2016 16:15 MESZ | Stade Toulousain | 20 : 20 | Wasps RFC | Stadium Municipal, Toulouse Zuschauer: 14.206 Schiedsrichter: George Clancy (Irland) |
| 23. Oktober 2016 16:15 MESZ | (6:6) Bericht    |         |           | Stadium Municipal, Toulouse Zuschauer: 14.206 Schiedsrichter: George Clancy (Irland) |

| 23. Oktober 2016 16:15 MESZ | Zebre          | 7 : 52 | Connacht Rugby | Stadio Sergio Lanfranchi, Parma Zuschauer: 3.000 Schiedsrichter: Mathieu Raynal (Frankreich) |
| 23. Oktober 2016 16:15 MESZ | (0:14) Bericht |        |                | Stadio Sergio Lanfranchi, Parma Zuschauer: 3.000 Schiedsrichter: Mathieu Raynal (Frankreich) |

| 10. Dezember 2016 20:45 MEZ | Zebre          | 6 : 36 | Stade Toulousain | Stadio Sergio Lanfranchi, Parma Zuschauer: 3.000 Schiedsrichter: Ian Davies (Wales) |
| 10. Dezember 2016 20:45 MEZ | (6:29) Bericht |        |                  | Stadio Sergio Lanfranchi, Parma Zuschauer: 3.000 Schiedsrichter: Ian Davies (Wales) |

| 11. Dezember 2016 13:00 WEZ | Wasps RFC       | 32 : 17 | Connacht Rugby | Ricoh, Coventry Zuschauer: 13.364 Schiedsrichter: Alexandre Ruiz (Frankreich) |
| 11. Dezember 2016 13:00 WEZ | (13:10) Bericht |         |                | Ricoh, Coventry Zuschauer: 13.364 Schiedsrichter: Alexandre Ruiz (Frankreich) |

| 17. Dezember 2016 16:15 MEZ MEZ | Stade Toulousain | 54 : 15 | Zebre | Stade Ernest-Wallon, Toulouse Zuschauer: 10.378 Schiedsrichter: Ian Tempest (England) |
| 17. Dezember 2016 16:15 MEZ MEZ | (40:10) Bericht  |         |       | Stade Ernest-Wallon, Toulouse Zuschauer: 10.378 Schiedsrichter: Ian Tempest (England) |

| 17. Dezember 2016 17:30 WEZ | Connacht Rugby | 20 : 18 | Wasps RFC | Galway Sportsgrounds, Galway Zuschauer: 8.090 Schiedsrichter: Mathieu Raynal (Frankreich) |
| 17. Dezember 2016 17:30 WEZ | (13:7) Bericht |         |           | Galway Sportsgrounds, Galway Zuschauer: 8.090 Schiedsrichter: Mathieu Raynal (Frankreich) |

| 14. Januar 2017 13:00 WEZ | Connacht Rugby  | 66 : 21 | Zebre | Galway Sportsgrounds, Galway Zuschauer: 5.607 Schiedsrichter: Tom Foley (England) |
| 14. Januar 2017 13:00 WEZ | (40:14) Bericht |         |       | Galway Sportsgrounds, Galway Zuschauer: 5.607 Schiedsrichter: Tom Foley (England) |

| 14. Januar 2017 15:15 WEZ | Wasps RFC     | 17 : 14 | Stade Toulousain | Ricoh, Coventry Zuschauer: 17.248 Schiedsrichter: John Lacey (Irland) |
| 14. Januar 2017 15:15 WEZ | (3:0) Bericht |         |                  | Ricoh, Coventry Zuschauer: 17.248 Schiedsrichter: John Lacey (Irland) |

| 22. Januar 2017 16:15 MEZ | Stade Toulousain | 19 : 10 | Connacht Rugby | Stade Ernest-Wallon, Toulouse Zuschauer: 12.023 Schiedsrichter: Wayne Barnes (England) |
| 22. Januar 2017 16:15 MEZ | (14:3) Bericht   |         |                | Stade Ernest-Wallon, Toulouse Zuschauer: 12.023 Schiedsrichter: Wayne Barnes (England) |

| 22. Januar 2017 16:15 MEZ | Zebre           | 27 : 41 | Wasps RFC | Stadio Sergio Lanfranchi, Parma Zuschauer: 2.500 Schiedsrichter: David Wilkinson (Irland) |
| 22. Januar 2017 16:15 MEZ | (13:22) Bericht |         |           | Stadio Sergio Lanfranchi, Parma Zuschauer: 2.500 Schiedsrichter: David Wilkinson (Irland) |

### Gruppe 3
|    | Team        | Spiele | Siege | Unent. | Ndlg. | Spiel- punkte | Diff. | Bonus- punkte | Tabellen- punkte |
| -- | ----------- | ------ | ----- | ------ | ----- | ------------- | ----- | ------------- | ---------------- |
| 1. | Saracens    | 6      | 5     | 1      | 0     | 181:87        | + 94  | 2             | 24               |
| 2. | RC Toulon   | 6      | 3     | 0      | 3     | 120:100       | + 20  | 4             | 16               |
| 3. | Scarlets    | 6      | 2     | 1      | 3     | 141:154       | − 13  | 1             | 11               |
| 4. | Sale Sharks | 6      | 1     | 0      | 5     | 66:167        | − 101 | 0             | 4                |

| 15. Oktober 2016 16:15 MESZ | RC Toulon      | 23 : 31 | Saracens | Stade Mayol, Toulon Zuschauer: 14.103 Schiedsrichter: John Lacey (Irland) |
| 15. Oktober 2016 16:15 MESZ | (6:25) Bericht |         |          | Stade Mayol, Toulon Zuschauer: 14.103 Schiedsrichter: John Lacey (Irland) |

| 15. Oktober 2016 19:45 WESZ | Scarlets        | 28 : 11 | Sale Sharks | Parc y Scarlets, Llanelli Zuschauer: 6.521 Schiedsrichter: Romain Poite (Frankreich) |
| 15. Oktober 2016 19:45 WESZ | (21:11) Bericht |         |             | Parc y Scarlets, Llanelli Zuschauer: 6.521 Schiedsrichter: Romain Poite (Frankreich) |

| 21. Oktober 2016 19:45 WESZ | Sale Sharks    | 5 : 15 | RC Toulon | AJ Bell Stadium, Salford Zuschauer: 9.402 Schiedsrichter: Ben Whitehouse (Wales) |
| 21. Oktober 2016 19:45 WESZ | (5:15) Bericht |        |           | AJ Bell Stadium, Salford Zuschauer: 9.402 Schiedsrichter: Ben Whitehouse (Wales) |

| 22. Oktober 2016 17:30 WESZ | Saracens        | 44 : 26 | Scarlets | Allianz Park, London Zuschauer: 9.084 Schiedsrichter: Pascal Gaüzère (Frankreich) |
| 22. Oktober 2016 17:30 WESZ | (20:12) Bericht |         |          | Allianz Park, London Zuschauer: 9.084 Schiedsrichter: Pascal Gaüzère (Frankreich) |

| 10. Dezember 2016 17:30 WEZ | Saracens       | 50 : 3 | Sale Sharks | Allianz Park, London Zuschauer: 8.746 Schiedsrichter: Mathieu Raynal (Frankreich) |
| 10. Dezember 2016 17:30 WEZ | (26:3) Bericht |        |             | Allianz Park, London Zuschauer: 8.746 Schiedsrichter: Mathieu Raynal (Frankreich) |

| 11. Dezember 2016 16:15 MEZ | RC Toulon       | 31 : 20 | Scarlets | Stade Mayol, Toulon Zuschauer: 11.978 Schiedsrichter: Greg Garner (England) |
| 11. Dezember 2016 16:15 MEZ | (24:13) Bericht |         |          | Stade Mayol, Toulon Zuschauer: 11.978 Schiedsrichter: Greg Garner (England) |

| 18. Dezember 2016 13:00 WEZ | Scarlets       | 22 : 21 | RC Toulon | Parc y Scarlets, Llanelli Zuschauer: 8.579 Schiedsrichter: Matthew Carley (England) |
| 18. Dezember 2016 13:00 WEZ | (16:9) Bericht |         |           | Parc y Scarlets, Llanelli Zuschauer: 8.579 Schiedsrichter: Matthew Carley (England) |

| 18. Dezember 2016 17:30 WEZ | Sale Sharks   | 10 : 24 | Saracens | AJ Bell Stadium, Salford Zuschauer: 6.158 Schiedsrichter: Andrew Brace (Irland) |
| 18. Dezember 2016 17:30 WEZ | (3:6) Bericht |         |          | AJ Bell Stadium, Salford Zuschauer: 6.158 Schiedsrichter: Andrew Brace (Irland) |

| 15. Januar 2017 13:00 WEZ | Scarlets      | 22 : 22 | Saracens | Parc y Scarlets, Llanelli Zuschauer: 7.491 Schiedsrichter: Alexandre Ruiz (Frankreich) |
| 15. Januar 2017 13:00 WEZ | (9:5) Bericht |         |          | Parc y Scarlets, Llanelli Zuschauer: 7.491 Schiedsrichter: Alexandre Ruiz (Frankreich) |

| 15. Januar 2017 16:15 MEZ | RC Toulon     | 27 : 12 | Sale Sharks | Stade Mayol, Toulon Zuschauer: 12.315 Schiedsrichter: George Clancy (Irland) |
| 15. Januar 2017 16:15 MEZ | (5:7) Bericht |         |             | Stade Mayol, Toulon Zuschauer: 12.315 Schiedsrichter: George Clancy (Irland) |

| 21. Januar 2017 15:15 WEZ | Sale Sharks     | 25 : 23 | Scarlets | AJ Bell Stadium, Salford Zuschauer: 4.275 Schiedsrichter: Pascal Gaüzère (Frankreich) |
| 21. Januar 2017 15:15 WEZ | (16:10) Bericht |         |          | AJ Bell Stadium, Salford Zuschauer: 4.275 Schiedsrichter: Pascal Gaüzère (Frankreich) |

| 21. Januar 2017 15:15 WEZ | Saracens      | 10 : 3 | RC Toulon | Allianz Park, London Zuschauer: 10.000 Schiedsrichter: Nigel Owens (Wales) |
| 21. Januar 2017 15:15 WEZ | (3:0) Bericht |        |           | Allianz Park, London Zuschauer: 10.000 Schiedsrichter: Nigel Owens (Wales) |

### Gruppe 4
|    | Team                      | Spiele | Siege | Unent. | Ndlg. | Spiel- punkte | Diff. | Bonus- punkte | Tabellen- punkte |
| -- | ------------------------- | ------ | ----- | ------ | ----- | ------------- | ----- | ------------- | ---------------- |
| 1. | Leinster Rugby            | 6      | 4     | 1      | 1     | 227:87        | + 140 | 5             | 23               |
| 2. | Montpellier Hérault Rugby | 6      | 3     | 0      | 3     | 120:149       | − 29  | 4             | 16               |
| 3. | Castres Olympique         | 6      | 2     | 1      | 3     | 144:147       | − 3   | 2             | 12               |
| 4. | Northampton Saints        | 6      | 2     | 0      | 4     | 91:199        | − 108 | 1             | 9                |

| 15. Oktober 2016 15:15 WESZ | Leinster Rugby  | 33 : 15 | Castres Olympique | RDS Arena, Dublin Zuschauer: 13.890 Schiedsrichter: Matthew Carley (England) |
| 15. Oktober 2016 15:15 WESZ | (19:10) Bericht |         |                   | RDS Arena, Dublin Zuschauer: 13.890 Schiedsrichter: Matthew Carley (England) |

| 15. Oktober 2016 17:30 WESZ | Northampton Saints | 16 : 14 | Montpellier Hérault Rugby | Franklin’s Gardens, Northampton Zuschauer: 14.099 Schiedsrichter: Nigel Owens (Wales) |
| 15. Oktober 2016 17:30 WESZ | (10:8) Bericht     |         |                           | Franklin’s Gardens, Northampton Zuschauer: 14.099 Schiedsrichter: Nigel Owens (Wales) |

| 22. Oktober 2016 16:15 MESZ | Castres Olympique | 41 : 7 | Northampton Saints | Stade Pierre-Antoine, Castres Zuschauer: 8.405 Schiedsrichter: Ian Davies (Wales) |
| 22. Oktober 2016 16:15 MESZ | (20:0) Bericht    |        |                    | Stade Pierre-Antoine, Castres Zuschauer: 8.405 Schiedsrichter: Ian Davies (Wales) |

| 23. Oktober 2016 14:00 MESZ | Montpellier Hérault Rugby | 22 : 16 | Leinster Rugby | Altrad Stadium, Montpellier Zuschauer: 10.679 Schiedsrichter: Luke Pearce (England) |
| 23. Oktober 2016 14:00 MESZ | (14:3) Bericht            |         |                | Altrad Stadium, Montpellier Zuschauer: 10.679 Schiedsrichter: Luke Pearce (England) |

| 9. Dezember 2016 19:45 WEZ | Northampton Saints | 10 : 37 | Leinster Rugby | Franklin’s Gardens, Northampton Zuschauer: 15.151 Schiedsrichter: Jérôme Garcès (Frankreich) |
| 9. Dezember 2016 19:45 WEZ | (3:10) Bericht     |         |                | Franklin’s Gardens, Northampton Zuschauer: 15.151 Schiedsrichter: Jérôme Garcès (Frankreich) |

| 11. Dezember 2016 14:00 MEZ | Montpellier Hérault Rugby | 32 : 14 | Castres Olympique | Altrad Stadium, Montpellier Zuschauer: 11.260 Schiedsrichter: Ben Whitehouse (Wales) |
| 11. Dezember 2016 14:00 MEZ | (10:11) Bericht           |         |                   | Altrad Stadium, Montpellier Zuschauer: 11.260 Schiedsrichter: Ben Whitehouse (Wales) |

| 17. Dezember 2016 19:45 WEZ | Leinster Rugby  | 60 : 13 | Northampton Saints | Aviva Stadium, Dublin Zuschauer: 38.584 Schiedsrichter: Romain Poite (Frankreich) |
| 17. Dezember 2016 19:45 WEZ | (29:13) Bericht |         |                    | Aviva Stadium, Dublin Zuschauer: 38.584 Schiedsrichter: Romain Poite (Frankreich) |

| 18. Dezember 2016 14:00 MEZ | Castres Olympique | 29 : 23 | Montpellier Hérault Rugby | Stade Pierre-Antoine, Castres Zuschauer: 8.300 Schiedsrichter: Wayne Barnes (England) |
| 18. Dezember 2016 14:00 MEZ | (16:10) Bericht   |         |                           | Stade Pierre-Antoine, Castres Zuschauer: 8.300 Schiedsrichter: Wayne Barnes (England) |

| 13. Januar 2017 19:45 WEZ | Leinster Rugby | 57 : 3 | Montpellier Hérault Rugby | RDS Arena, Dublin Zuschauer: 17.585 Schiedsrichter: JP Doyle (England) |
| 13. Januar 2017 19:45 WEZ | (24:3) Bericht |        |                           | RDS Arena, Dublin Zuschauer: 17.585 Schiedsrichter: JP Doyle (England) |

| 14. Januar 2017 13:00 WEZ | Northampton Saints | 28 : 21 | Castres Olympique | Franklin’s Gardens, Northampton Zuschauer: 13.465 Schiedsrichter: Andrew Brace (Irland) |
| 14. Januar 2017 13:00 WEZ | (21:8) Bericht     |         |                   | Franklin’s Gardens, Northampton Zuschauer: 13.465 Schiedsrichter: Andrew Brace (Irland) |

| 20. Januar 2017 20:45 MEZ | Castres Olympique | 24 : 24 | Leinster Rugby | Stade Pierre-Antoine, Castres Zuschauer: 7.040 Schiedsrichter: Greg Garner (England) |
| 20. Januar 2017 20:45 MEZ | (17:17) Bericht   |         |                | Stade Pierre-Antoine, Castres Zuschauer: 7.040 Schiedsrichter: Greg Garner (England) |

| 20. Januar 2017 20:45 MEZ | Montpellier Hérault Rugby | 26 : 17 | Northampton Saints | Altrad Stadium, Montpellier Zuschauer: 4.900 Schiedsrichter: John Lacey (Irland) |
| 20. Januar 2017 20:45 MEZ | (7:10) Bericht            |         |                    | Altrad Stadium, Montpellier Zuschauer: 4.900 Schiedsrichter: John Lacey (Irland) |

### Gruppe 5
|    | Team                  | Spiele | Siege | Unent. | Ndlg. | Spiel- punkte | Diff. | Bonus- punkte | Tabellen- punkte |
| -- | --------------------- | ------ | ----- | ------ | ----- | ------------- | ----- | ------------- | ---------------- |
| 1. | ASM Clermont Auvergne | 6      | 5     | 0      | 1     | 211:131       | + 80  | 6             | 26               |
| 2. | Union Bordeaux Bègles | 6      | 3     | 0      | 3     | 118:120       | − 2   | 2             | 14               |
| 3. | Exeter Chiefs         | 6      | 2     | 0      | 4     | 110:146       | − 36  | 4             | 12               |
| 4. | Ulster Rugby          | 6      | 2     | 0      | 4     | 131:173       | − 42  | 2             | 10               |

| 16. Oktober 2016 14:00 MESZ | Union Bordeaux Bègles | 28 : 13 | Ulster Rugby | Stade Chaban-Delmas, Bordeaux Zuschauer: 21.132 Schiedsrichter: JP Doyle (England) |
| 16. Oktober 2016 14:00 MESZ | (3:10) Bericht        |         |              | Stade Chaban-Delmas, Bordeaux Zuschauer: 21.132 Schiedsrichter: JP Doyle (England) |

| 16. Oktober 2016 17:30 WESZ | Exeter Chiefs  | 8 : 35 | ASM Clermont Auvergne | Sandy Park, Exeter Zuschauer: 9.879 Schiedsrichter: George Clancy (Irland) |
| 16. Oktober 2016 17:30 WESZ | (3:21) Bericht |        |                       | Sandy Park, Exeter Zuschauer: 9.879 Schiedsrichter: George Clancy (Irland) |

| 22. Oktober 2016 16:15 MESZ MESZ | ASM Clermont Auvergne | 49 : 33 | Union Bordeaux Bègles | Stade Marcel-Michelin, Clermont-Ferrand Zuschauer: 17.512 Schiedsrichter: Greg Garner (England) |
| 22. Oktober 2016 16:15 MESZ MESZ | (16:14) Bericht       |         |                       | Stade Marcel-Michelin, Clermont-Ferrand Zuschauer: 17.512 Schiedsrichter: Greg Garner (England) |

| 22. Oktober 2016 19:45 WESZ | Ulster Rugby   | 19 : 18 | Exeter Chiefs | Ravenhill Stadium, Belfast Zuschauer: 16.843 Schiedsrichter: Alexandre Ruiz (Frankreich) |
| 22. Oktober 2016 19:45 WESZ | (10:6) Bericht |         |               | Ravenhill Stadium, Belfast Zuschauer: 16.843 Schiedsrichter: Alexandre Ruiz (Frankreich) |

| 10. Dezember 2016 13:00 WEZ | Ulster Rugby    | 39 : 32 | ASM Clermont Auvergne | Ravenhill Stadium, Belfast Zuschauer: 16.316 Schiedsrichter: Wayne Barnes (England) |
| 10. Dezember 2016 13:00 WEZ | (22:18) Bericht |         |                       | Ravenhill Stadium, Belfast Zuschauer: 16.316 Schiedsrichter: Wayne Barnes (England) |

| 11. Dezember 2016 17:30 WEZ | Exeter Chiefs | 7 : 13 | Union Bordeaux Bègles | Sandy Park, Exeter Zuschauer: 9.143 Schiedsrichter: Nigel Owens (Wales) |
| 11. Dezember 2016 17:30 WEZ | (7:3) Bericht |        |                       | Sandy Park, Exeter Zuschauer: 9.143 Schiedsrichter: Nigel Owens (Wales) |

| 17. Dezember 2016 14:00 MEZ | Union Bordeaux Bègles | 12 : 20 | Exeter Chiefs | Stade Chaban-Delmas, Bordeaux Zuschauer: 21.071 Schiedsrichter: John Lacey (Irland) |
| 17. Dezember 2016 14:00 MEZ | (6:7) Bericht         |         |               | Stade Chaban-Delmas, Bordeaux Zuschauer: 21.071 Schiedsrichter: John Lacey (Irland) |

| 18. Dezember 2016 16:15 MEZ | ASM Clermont Auvergne | 38 : 19 | Ulster Rugby | Stade Marcel-Michelin, Clermont-Ferrand Zuschauer: 18.739 Schiedsrichter: Marius Mitrea (Italien) |
| 18. Dezember 2016 16:15 MEZ | (21:0) Bericht        |         |              | Stade Marcel-Michelin, Clermont-Ferrand Zuschauer: 18.739 Schiedsrichter: Marius Mitrea (Italien) |

| 15. Januar 2017 14:00 MEZ | Union Bordeaux Bègles | 6 : 9 | ASM Clermont Auvergne | Stade Chaban-Delmas, Bordeaux Zuschauer: 21.196 Schiedsrichter: Nigel Owens (Wales) |
| 15. Januar 2017 14:00 MEZ | (6:6) Bericht         |       |                       | Stade Chaban-Delmas, Bordeaux Zuschauer: 21.196 Schiedsrichter: Nigel Owens (Wales) |

| 15. Januar 2017 17:30 WEZ | Exeter Chiefs   | 31 : 19 | Ulster Rugby | Sandy Park, Exeter Zuschauer: 10.671 Schiedsrichter: Romain Poite (Frankreich) |
| 15. Januar 2017 17:30 WEZ | (12:12) Bericht |         |              | Sandy Park, Exeter Zuschauer: 10.671 Schiedsrichter: Romain Poite (Frankreich) |

| 21. Januar 2017 14:00 MEZ | ASM Clermont Auvergne | 48 : 26 | Exeter Chiefs | Stade Marcel-Michelin, Clermont-Ferrand Zuschauer: 17.201 Schiedsrichter: Andrew Brace (Irland) |
| 21. Januar 2017 14:00 MEZ | (34:0) Bericht        |         |               | Stade Marcel-Michelin, Clermont-Ferrand Zuschauer: 17.201 Schiedsrichter: Andrew Brace (Irland) |

| 21. Januar 2017 13:00 WEZ | Ulster Rugby  | 22 : 26 | Union Bordeaux Bègles | Ravenhill Stadium, Belfast Zuschauer: 14.924 Schiedsrichter: Matthew Carley (England) |
| 21. Januar 2017 13:00 WEZ | (0:0) Bericht |         |                       | Ravenhill Stadium, Belfast Zuschauer: 14.924 Schiedsrichter: Matthew Carley (England) |

## K.-o.-Runde

### Setzliste
1. ASM Clermont Auvergne
2. Munster Rugby
3. Saracens
4. Leinster Rugby
5. Wasps RFC
6. Glasgow Warriors
7. Stade Toulousain
8. RC Toulon

### Viertelfinale
| 1. April 2017 15:15 WESZ | Leinster Rugby | 32 : 17        | Wasps RFC                                                                                            | Aviva Stadium, Dublin Zuschauer: 50.266 Schiedsrichter: Nigel Owens (Wales) |
| 1. April 2017 15:15 WESZ | Versuche: Nacewa 14. n.erh. Conan 33. erh. Henshaw 40. erh. McFadden 73. erh. Erhöhungen: Sexton (3/4) Straftritte: Sexton (2/2) 6., 48. | (22:3) Bericht | Versuche: Wade 52. erh. Gopperth 59. erh. Erhöhungen: Gopperth (2/2) Straftritte: Gopperth (1/1) 31. | Aviva Stadium, Dublin Zuschauer: 50.266 Schiedsrichter: Nigel Owens (Wales) |

| 1. April 2017 17:45 WESZ | Munster Rugby | 41 : 16        | Stade Toulousain                                                                              | Thomond Park, Limerick Zuschauer: 26.200 Schiedsrichter: JP Doyle (England) |
| 1. April 2017 17:45 WESZ | Versuche: Ryan 4. erh. Stander 47. n.erh. Sweetnam 75. erh. Conway 79. erh. Erhöhungen: Bleyendaal (3/4) Straftritte: Bleyendaal (5/5) 9., 26., 42., 52., 74. | (13:9) Bericht | Versuche: Perez 54. erh. Erhöhungen: Doussain (1/1) Straftritte: Doussain (3/3) 19., 31., 40. | Thomond Park, Limerick Zuschauer: 26.200 Schiedsrichter: JP Doyle (England) |

| 2. April 2017 13:00 WESZ | Saracens | 38 : 13        | Glasgow Warriors                                                            | Allianz Park, London Zuschauer: 15.000 Schiedsrichter: Jérôme Garcès (Frankreich) |
| 2. April 2017 13:00 WESZ | Versuche: Ashton 31. n.erh., 78. erh. Bosch 59. erh. Barritt 73. erh. Erhöhungen: Farrell (3/4) Straftritte: Farrell (4/4) 9., 15., 27., 70. | (14:3) Bericht | Versuche: Jones 48. n.erh. Wilson 80. n.erh. Straftritte: Russell (1/1) 11. | Allianz Park, London Zuschauer: 15.000 Schiedsrichter: Jérôme Garcès (Frankreich) |

| 2. April 2017 16:15 MESZ | ASM Clermont Auvergne | 29 : 9        | RC Toulon                                  | Stade Marcel-Michelin, Clermont-Ferrand Zuschauer: 18.873 Schiedsrichter: Wayne Barnes (England) |
| 2. April 2017 16:15 MESZ | Versuche: Nakaitaci 61. erh. Penaud 80. erh. Erhöhungen: Parra (2/2) Straftritte: Parra (4/4) 5., 29., 45., 78. Dropgoals: Lopez (1/1) 71. | (6:6) Bericht | Straftritte: Halfpenny (3/3) 21., 34., 58. | Stade Marcel-Michelin, Clermont-Ferrand Zuschauer: 18.873 Schiedsrichter: Wayne Barnes (England) |

### Halbfinale
| 22. April 2017 15:15 WESZ | Munster Rugby                                                                         | 10 : 26       | Saracens | Aviva Stadium, Dublin Zuschauer: 51.300 Schiedsrichter: Romain Poite (Frankreich) |
| 22. April 2017 15:15 WESZ | Versuche: Stander 79. erh. Erhöhungen: Keatley (1/1) Straftritte: Bleyendaal (1/2) 6. | (3:6) Bericht | Versuche: Vunipola 53. erh. Wyles 69. erh. Erhöhungen: Farrell (2/2) Straftritte: Farrell (4/4) 16., 34., 63., 74. | Aviva Stadium, Dublin Zuschauer: 51.300 Schiedsrichter: Romain Poite (Frankreich) |

| 23. April 2017 16:00 MESZ | ASM Clermont Auvergne | 27 : 22        | Leinster Rugby                                                                                           | Matmut Stadium Gerland, Lyon Zuschauer: 40.024 Schiedsrichter: Nigel Owens (Wales) |
| 23. April 2017 16:00 MESZ | Versuche: Yato 3. erh. Strettle 14. n.erh. Erhöhungen: Parra (1/2) Straftritte: Parra (2/3) 9., 56. Lopez (1/1) 71. Dropgoals: Lopez (2/2) 64., 75. | (15:3) Bericht | Versuche: Ringrose 67. erh. Erhöhungen: Sexton (1/1) Straftritte: Sexton (5/5) 40.+3', 43, 48., 53., 78. | Matmut Stadium Gerland, Lyon Zuschauer: 40.024 Schiedsrichter: Nigel Owens (Wales) |

### Finale
| 13. Mai 2017 17:00 WESZ | ASM Clermont Auvergne                                                                              | 17 : 28        | Saracens | Murrayfield Stadium, Edinburgh Zuschauer: 55.272 Schiedsrichter: Nigel Owens (Wales) |
| 13. Mai 2017 17:00 WESZ | Versuche: Lamerat 26. erh. Abendanon 51. erh. Erhöhungen: Parra (2/2) Straftritte: Parra (1/1) 60. | (7:12) Bericht | Versuche: Ashton 12. n.erh. Kruis 22. erh. Goode 72. erh. Erhöhungen: Farrell (2/3) Straftritte: Farrell (3/4) 50., 57., 78. | Murrayfield Stadium, Edinburgh Zuschauer: 55.272 Schiedsrichter: Nigel Owens (Wales) |

| 15                 | Scott Spedding        | 71. |     |     |
| 14                 | David Strettle        |     |     |     |
| 13                 | Aurélien Rougerie     | 55. |     |     |
| 12                 | Remi Lamerat          |     |     |     |
| 11                 | Nick Abendanon        |     |     |     |
| 10                 | Camille Lopez         |     |     |     |
| 09                 | Morgan Parra          | 76. |     |     |
| 08                 | Fritz Lee             |     |     |     |
| 07                 | Peceli Yato           | 62. |     |     |
| 06                 | Damien Chouly         |     |     |     |
| 05                 | Sébastien Vahaamahina | 46. |     |     |
| 04                 | Arthur Iturria        |     |     |     |
| 03                 | Davit Sirkaschwili    | 77. |     |     |
| 02                 | Benjamin Kayser       | 67. |     |     |
| 01                 | Raphaël Chaume        | 22. | 26. | 55. |
| Auswechselspieler: |                       |     |     |     |
| 16                 | John Ulugia           | 67. |     |     |
| 17                 | Etienne Falgoux       | 22. | 26. | 55. |
| 18                 | Aaron Jarvis          | 77. |     |     |
| 19                 | Paul Jedrasiak        | 46. |     |     |
| 20                 | Alexandre Lapandry    | 62. |     |     |
| 21                 | Ludovic Radosavljevic | 76. |     |     |
| 22                 | Pato Fernandez        | 71. |     |     |
| 23                 | Damian Penaud         | 55. |     |     |
| Trainer:           |                       |     |     |     |
| Franck Azéma       |                       |     |     |     |

| 15                 | Alex Goode           |     |
| 14                 | Chris Ashton         |     |
| 13                 | Marcelo Bosch        |     |
| 12                 | Brad Barritt         | 54. |
| 11                 | Chris Wyles          | 79. |
| 10                 | Owen Farrell         |     |
| 09                 | Richard Wigglesworth | 79. |
| 08                 | Billy Vunipola       |     |
| 07                 | Jackson Wray         | 61. |
| 06                 | Michael Rhodes       |     |
| 05                 | George Kruis         |     |
| 04                 | Maro Itoje           | 79. |
| 03                 | Vincent Koch         | 79. |
| 02                 | Jamie George         | 51. |
| 01                 | Mako Vunipola        | 77. |
| Auswechselspieler: |                      |     |
| 16                 | Schalk Brits         | 51. |
| 17                 | Titi Lamositele      | 77. |
| 18                 | Petrus du Plessis    | 79. |
| 19                 | Jim Hamilton         | 79. |
| 20                 | Schalk Burger        | 61. |
| 21                 | Ben Spencer          | 79. |
| 22                 | Alex Lozowski        | 79. |
| 23                 | Duncan Taylor        | 54. |
| Trainer:           |                      |     |
| Mark McCall        |                      |     |

## Statistik

### Meiste erzielte Versuche
Quelle: epcrugby.com
|    | Name           | Versuche | Verein                    |
| -- | -------------- | -------- | ------------------------- |
| 1. | Isa Nacewa     | 7        | Leinster Rugby            |
| 2. | Nick Abendanon | 6        | ASM Clermont Auvergne     |
| 2. | Chris Ashton   | 6        | Saracens                  |
| 3. | Nemani Nadolo  | 5        | Montpellier Hérault Rugby |
| 4. | 9 Spieler      | 4        |                           |

### Meiste erzielte Punkte
|    | Name             | Punkte | Verein                |
| -- | ---------------- | ------ | --------------------- |
| 1. | Owen Farrell     | 126    | Saracens              |
| 2. | Tyler Bleyendaal | 97     | Munster Rugby         |
| 3. | Morgan Parra     | 89     | ASM Clermont Auvergne |
| 4. | Isa Nacewa       | 80     | Leinster Rugby        |
| 5. | Leigh Halfpenny  | 79     | RC Toulon             |